# Эрнст Август I Саксен-Веймарский
Эрнст Август I Саксен-Веймарский (нем. Ernst August I. von Sachsen-Weimar; 19 апреля 1688, Веймар — 19 января 1748) — герцог Саксен-Веймарский с 1707 года и Саксен-Эйзенахский с 1741 года.

## Биография
Эрнст Август был старшим из выживших сыновей герцога Саксен-Веймарского Иоганна Эрнста III от первой жены Софии Августы Ангальт-Цербстской. Когда отец умер в 1707 году, Эрнст Август стал соправителем Саксен-Веймара вместе со своим дядей Вильгельмом Эрнстом, однако реально всем продолжал управлять дядя, а Эрнст Август носил лишь номинальный титул, лишь после смерти дяди в 1728 году он получил реальную власть в герцогстве.
Эрнст Август был прожигателем жизни, и его экстравагантные выходки привели к финансовому краху герцогства. Нуждаясь в деньгах, он восстановил практику захвата без причины богатых людей и отпускал их лишь тогда, когда они отчуждали своё имущество в пользу герцога или по крайней мере выплачивали крупный выкуп. Некоторые из его жертв подавали иски против герцога в Надворный совет в Вене и в Имперский камеральный суд в Вецларе. Эрнст Август проиграл все возбуждённые против него дела, и эти тянущиеся годами процессы также внесли свой вклад в банкротство герцогства.
Герцогство имело постоянную армию, чьи размеры не соответствовали его финансовым и демографическим возможностям; часть солдат сдавалась в аренду курфюрсту Саксонии или императору Священной Римской империи. Страсть Эрнста Августа к строительству вызвала появление дворца Бельведер в Веймаре и дворца в Дорнбурге. Герцог обожал охоту: после его смерти осталось 1100 собак и 373 лошади. При нём имелся постоянный гарем из двух благородных Ehrenfräulein и трёх Kammerfrauen низкого происхождения.
Одним из немногих разумных решений Эрнста Августа было введение в Саксен-Веймаре системы примогенитуры (подтверждено императором Карлом VI в 1724 году), что остановило дробление наследственных земель.
Когда в 1741 году скончался герцог Саксен-Эйзенахский Вильгельм Генрих, то Эрнст Август I, будучи единственным живым родственником-мужчиной, унаследовал герцогство Саксен-Эйзенах. С этого момента два герцогства управлялись в рамках личной унии. Приобретение Саксен-Эйзенаха оказалось очень удачным событием для такого любителя охоты, каким был герцог: в Саксен-Эйзенахе были большие лесные угодья. Бросив наследника в Веймарском Бельведере и мало интересуясь им в дальнейшем, герцог переехал в Эйзенах, где предался развлечениям.

## Семья и дети
24 января 1716 года Эрнст Август женился на Элеоноре Вильгельмине Ангальт-Кётенской, дочери князя Эмануэля Лебрехта Ангальт-Кётенского и рейхсграфини Нинбургской Гизелы Агнессы. У них было восемь детей:
- Вильгельм Эрнст (4 июля 1717 — 8 июня 1719), наследный герцог Саксен-Веймарский с 4 июля 1717
- Вильгельмина Августа (4 июля 1717 — 9 декабря 1752)
- Иоганн Вильгельм (10 января 1719 — 6 декабря 1732), наследный герцог Саксен-Веймарский с 10 января 1719
- Шарлотта Агнес Леопольдина (4 декабря 1720 — 15 октября 1724)
- Иоганна Элеонора Генриетта (2 декабря 1721 — 17 июня 1722)
- Эрнестина Альбертина (28 декабря 1722 — 25 ноября 1769), вышедшая 6 мая 1756 года замуж за Филиппа II Шаумбург-Липпского
- Бернардина Кристиана София (5 мая 1724 — 5 июня 1757), вышедшая 19 ноября 1744 года замуж за Иоганна Фридриха I Шварцбург-Рудольштадтского
- Эммануил Фридрих Вильгельм Бернхард (19 декабря 1725 — 11 июня 1729)

После смерти жены в 1726 году герцог решил более не жениться и жил со своим гаремом. Однако в 1732 году ситуация неожиданно изменилась: умер его единственный выживший сын — наследный герцог Иоганн Вильгельм. Чтобы продолжить династию, он был вынужден найти новую жену и зачать наследника.
7 апреля 1734 года в Байрейте Эрнст Август женился на Софии Шарлотте Бранденбург-Байрейтской, дочери маркграфа Георга Фридриха Карла. У них было четверо детей:
- Карл Август Евгений (1 января 1735 — 13 сентября 1736), наследный герцог Саксен-Веймарский с 1 января 1735
- Эрнст Август II Саксен-Веймар-Эйзенахский (2 июня 1737 — 28 мая 1758)
- Эрнестина Августа София (1740—1786), вышедшая 1 июня 1758 года замуж за Эрнста Фридриха III Саксен-Гильдбурггаузенского
- Эрнст Адольф Феликс (23 января 1741 или 1742—1743)

Кроме того, у герцога был незаконный сын от Фридерики фон Маршалл:
- Эрнст Фридрих (1731—1810), наследников по мужской линии у него не было